# Зарічне (Джанкойський район)
Зарі́чне (до 1945 року — Камаджи́, крим. Qamacı) — село Джанкойського району Автономної Республіки Крим. Населення становить 2036 осіб. Орган місцевого самоврядування — Зарічненська сільська рада. Розташоване в центрі району.

## Географія
Зарічне — село в центрі району, у степовому Криму, на правому березі річки Побєдна біля її впадання в Сиваш, висота над рівнем моря — 9 м. Сусідні села: Болотне за 1,5 км на захід, Армійське за 2 км на північ і Перепілкине за 5 км на схід. Відстань до райцентру — близько 7 кілометрів, там же найближча залізнична станція.

## Історія
Поблизу села виявлено залишки давньогрецького міста Порфмія.
Перша документальна згадка села зустрічається в Камеральному Описі Криму … 1784 року, судячи з якого, в останній період Кримського ханства Карагаджі входило в Орта Чонгарський кадилик Карасубазарського каймакамства.
Після приєднання Криму до Російської імперії (8) 19 квітня 1783 , (8) 19 лютого 1784, на території колишнього Кримського ханства була утворена Таврійська область і село було приписане до Перекопського повіту . Після Павловських реформ, з 1796 по 1802 рік, входило в Перекопський повіт Новоросійської губернії. За новим адміністративним поділом, після створення 8 (20) жовтня 1802 Таврійської губернії , Камаджи був включений до складу Біюк-Тузакчинської волості Перекопського повіту. У 1860-х роках, після земської реформи Олександра II, село приписали до Байгончецької волості того ж повіту.
Згідно з «Пам'ятною книгою Таврійської губернії за 1867 рік», село Камаджи було покинуте жителями в 1860—1864 роках, внаслідок еміграції кримських татар, особливо масової після Кримської війни 1853—1856 років, в Туреччину.
Після встановлення в Криму Радянської влади, за постановою Крим Ревкома від 8 січня 1921 № 206 «Про зміну адміністративних кордонів» була скасована волосна система і в складі Джанкойського повіту був створений Джанкойський район. У 1922 році повіти перетворили в округи. 11 жовтня 1923 року, згідно з постановою ВЦВК, до адміністративний поділ Кримської АРСР були внесені зміни, у результаті яких округи були ліквідовані, основний адміністративною одиницею став Джанкойський район і село включили до його складу. Згідно зі Списком населених пунктів Кримської АРСР за Всесоюзним переписом від 17 грудня 1926 року, Камаджи був центром Камаджинської сільради Джанкойського району .
У 1944 році, після звільнення Криму від фашистів, згідно з Постановою ДКО № 5859 від 11 травня 1944, 18 травня кримські татари були депортовані в Середню Азію. 12 серпня 1944 було прийнято постанову № ГОКО-6372с «Про переселення колгоспників у райони Криму» і у вересні 1944 року в район приїхали перші новосели (27 сімей) з Кам'янець-Подільської та Київської областей, а на початку 1950-х років пішла друга хвиля переселенців з різних областей України. Указом Президії Верховної Ради РРФСР від 21 серпня 1945 Камаджа була перейменована в Зарічне і Камаджинська сільрада — в Зарічненську.
22 травня 2015 року на автомобільній дорозі між селами Болотне та Зарічне обрушився міст через річку Побєдна, який з'єднував з Джанкоем села Зарічне, Армійське, Низинне, Чайкине та Мисове.
2 грудня 2016 року було відкрито новий міст, побудований за 3 місяці будівельниками з Республіки Татарстан.